# Reforma serviana
La reforma serviana fue una profunda reforma socioeconómica y militar que afectó inicialmente a la organización del ejército y más tarde a la de las asambleas populares. Se atribuye a Servio Tulio (578-535 a. C.) sexto rey de Roma.

## Ejército
En la monarquía primitiva predominaba la caballería. El reclutamiento y la organización de las unidades militares tuvo carácter gentilicio, pero esto cambió al introducirse el armamento pesado. A partir de entonces, la base fundamental sería la infantería con armamento pesado. Estos soldados comienzan a agruparse en unidades tácticas —inicialmente de unos ochenta hombres (centuria)—, aunque varió con el tiempo. En cambio, el número de soldados de caballería es menor.
La reorganización se llevó a cabo en una época en la que la estructura gentilicia estaba debilitada y las diferencias económicas cada vez eran más acusadas. Cada soldado debía costearse sus propias armas (salvo los de caballería, con el privilegio de no pagar por ser patricios) y la base de reclutamiento entonces sería la capacidad económica del interesado que queda determinada por el censo.

## Asambleas populares
Con la reforma anterior, los plebeyos, una clase que estaba creciendo, a la vez que tenían acceso al ejército, también lo tenían a las asambleas, apareciendo una nueva asamblea popular: los comicios centuriados, de carácter militar, que se celebraban fuera de la ciudad. Trataban asuntos como la declaración de hostilidades, tratados de paz, alianza, concesión de ciudadanía y la organización de los poderes públicos. Hay que destacar que por su aumento, los reyes comienzan a hacer concesiones a su favor aunque no fueron suficientes para mejorar el problema social (lucha de clases). Se propuso la citada división por fortuna, lo cual implicará que ahora el criterio de distribuir el pueblo será el timocrático. Se creó el censo que se celebraba cada cinco años en el que debían inscribirse los jefes de familia, anotando las personas de su familia y sus bienes. De esta manera el pueblo quedará distribuido en cinco clases, y cada una se subdividía en la mitad iuniores y la otra mitad seniores según la fortuna, en las que a pesar de las reformas que facilitaron la participación en la vida ciudadana de los plebeyos, la hegemonía la mantuvieron los patricios.

## Nuevas tribus
Otra característica de la reforma es la nueva subdivisión de la sociedad en cuatro tribus de nuevo cuño: la Palatina, la Esquilita, la Colina y la Suburana, las tres primeras en la zona del Septimontium y la última en la Quirital. En el campo también habrá otro cambió ya que estará formado por dieciséis tribus. El número variará con el transcurso del tiempo hasta llegar a treinta y cinco en el año 241 a. C.